# Tsitana wallacei
Tsitana wallacei là một loài bướm ngày thuộc họ Hesperiidae. Nó được tìm thấy ở Africa, bao gồm the Mwinilunga area of tây bắc Zambia and the Katavi National Park in miền tây Tanzania.